# Vẹt Sirocco

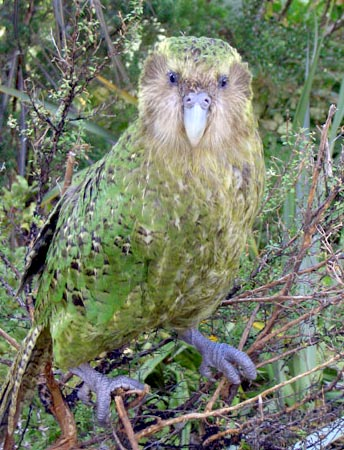
Chú vẹt Sirocco

Sirocco (nở ra vào ngày 23 tháng 3 năm 1997) là một con vẹt kakapo, một con vẹt đêm lớn và một trong số ít những con vẹt Kakapo còn lại trên thế giới. Chú vẹt đã trở nên nổi tiếng sau một sự cố trên truyền hình trong loạt phim của BBC mang tên Last Chance to See khi mà chú vẹt này đã cố gắng làm tình với nhà động vật học Mark Carwardine. Hiệu ứng ngoài ý muốn của sự cố này trên các kênh truyền hình lan tỏa trên khắp thế giới và YouTube đã dẫn đến việc Sirocco trở nên nổi tiếng thế giới. Ở quê nhà của nó ở New Zealand, Sirocco đã thu hút hàng ngàn người trong các lần xuất hiện và vào tháng 01 năm 2010 được trao cho danh hiệu "Người phát ngôn chính thức về Bảo tồn" của Thủ tướng John Key. Trong vai trò này, Sirocco giúp vận động bảo tồn thông qua các trung gian của con người trên các trang mạng xã hội và blog.

## Giới thiệu
Sirocco đã được nở ra vào ngày 23 tháng 4 năm 1997 trên đảo cá tuyết (Codfish) ở bờ biển phía tây của đảo Stewart, phía Nam của lục địa New Zealand. Khi ba tuần tuổi, chú vẹt này đã bị một chứng bệnh hô hấp dẫn đến việc chú phải bị tách ra khỏi mẹ, Zephyr, và được chăm sóc bởi các nhân viên của Sở Bảo vệ rừng (Department of Conservation). Chú vẹt này đã phải sống chung với những con vẹt kakapo khác, và điều này dẫn đến việc chú được đánh dấu trên thân thể của chú vẹt này.
Là một con chim trưởng thành đã lớn tuổi nhưng chú vẹt vẫn không thích kết hợp với các con kakapo mái khác. Điều này mở rộng đến nghi thức giao phối của 'bùng nổ': Sirocco bùng nổ trước sự hiện diện của con người, chứ không phải là kakapo mái. Do đó Sirocco được coi là không thành công khi nói đến việc nhân giống. Tuy nhiên, ái lực của chú với con người có nghĩa là nó đã trở thành một người ủng hộ hiệu quả cho các loài kakapo. Khi ở Đảo Cá tuyết, một khu bảo tồn được bảo vệ, đóng cửa không cho công chúng vào xem, điều này liên quan đến Sirocco đi khỏi nơi ở của chú vẹt.
Từ năm 2006 chú vẹt này đã thường xuyên xuất hiện trên đảo Ulva như là một phần của cuộc gặp gỡ kakapo vào tháng 9 năm 2009, chú đi đến vườn thú Auckland nơi mà chú vẹt này đã được hàng nghìn người ghé thăm. Sirocco đã xuất hiện tại khu bảo tồn động vật hoang dã của Zealandia vào tháng 10 năm 2011 và tại Đảo Sinh thái Maungatautari vào năm 2012. Năm 2015, chú lại đến Zealandia để tiếp tục cư trú thêm sáu tuần nữa. Cũng như ngày sinh nhật lần thứ 20 của Sirocco vào ngày 23 tháng 3 năm 2017, nơi ở của chú đã được biết đến với nhóm các nhà khoa học được giao nhiệm vụ kiểm tra sức khoẻ định kỳ.

## Nổi tiếng

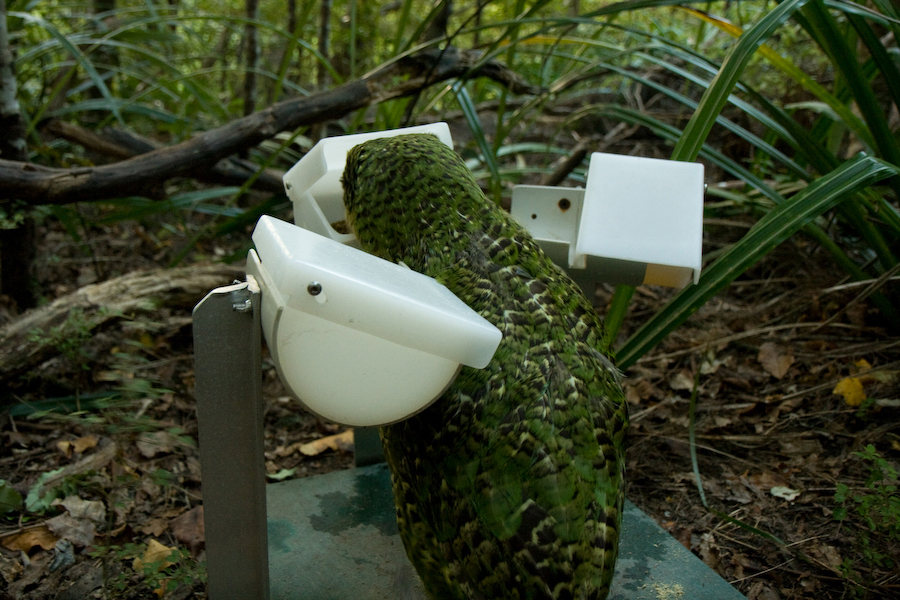
Sirocco đang ăn

Vào năm 2009, nhà động vật học Mark Carwardine và người giới thiệu kiêm người dẫn chương trình (MC) truyền hình Stephen Fry đã đến thăm đảo Codfish như là một phần của chương trình Last Chance to See, tập trung vào các loài nguy cấp trên khắp thế giới. Trong khi quay phim Sirocco, con chim nhảy lên đầu Carwardine và cố gắng giao phối với anh ta. Bản thân cảnh tượng và lời bình luận của Fry, "Xin lỗi, nhưng đây là một trong những điều vui nhộn nhất mà tôi từng thấy", đã chứng minh là một hit trên truyền hình, được giới thiệu trên các mục tin tức trên toàn thế giới. Một video về vụ việc đã được tải lên YouTube, nơi nó đã nhận được hơn 700.000 lượt xem trong tuần đầu tiên. Một năm sau, hơn 2 triệu người đã xem clip, và đến tháng 9 năm 2016 clip đã được xem hơn 7 triệu lần.
Trang Facebook và tài khoản Twitter của Sirocco được thiết lập sau khi chiếu, ngay lập tức thu hút hàng ngàn lượt người đăng ký. Danh tiếng của Sirocco và nhận thức được rằng sự kiện trên truyền hình đã làm tăng hồ sơ của kakapo trên khắp thế giới, dẫn đến một cuộc hẹn bất thường của chính phủ đối với con chim vào tháng 1 năm 2010. Thủ tướng New Zealand John Key bổ nhiệm Sirocco làm Người phát ngôn chính thức về Bảo tồn, trùng hợp với năm 2010 là năm quốc tế về đa dạng sinh học. Key nhận xét: "Chú vẹt này là một con chim rất am hiểu về phương tiện truyền thông, chú có một lượng đông đảo fan hâm mộ trên toàn thế giới - họ treo trên từng con chim ưng từ mỏ của chú ấy, chú sẽ là một người phát ngôn chính thức tuyệt vời và là đại sứ tuyệt vời cho New Zealand."